# غويلرمو ماي
غويلرمو ماي (بالإسبانية: Guillermo May) هو لاعب كرة قدم أوروغواياني، ولد في 11 مارس 1998 في مونتيفيديو في الأوروغواي. لعب مع ديبورتيفو فابريل.

## وصلات خارجية
- غويلرمو ماي على موقع قاعدة بيانات كرة القدم.إي يو (الإنجليزية)
- غويلرمو ماي على موقع Soccerway.com (الإنجليزية)
- غويلرمو ماي على موقع عالم كرة القدم.نت (الإنجليزية)